# Eight Bears Island
Eight Bears Island är en ö i Kanada.   Den ligger i territoriet Northwest Territories, i den norra delen av landet, 3 900 km nordväst om huvudstaden Ottawa. Arean är 18,0 kvadratkilometer.
Terrängen på Eight Bears Island är platt. Öns högsta punkt är 44 meter över havet. Den sträcker sig 4,9 kilometer i nord-sydlig riktning, och 5,8 kilometer i öst-västlig riktning.